# 埃姆斯蘭

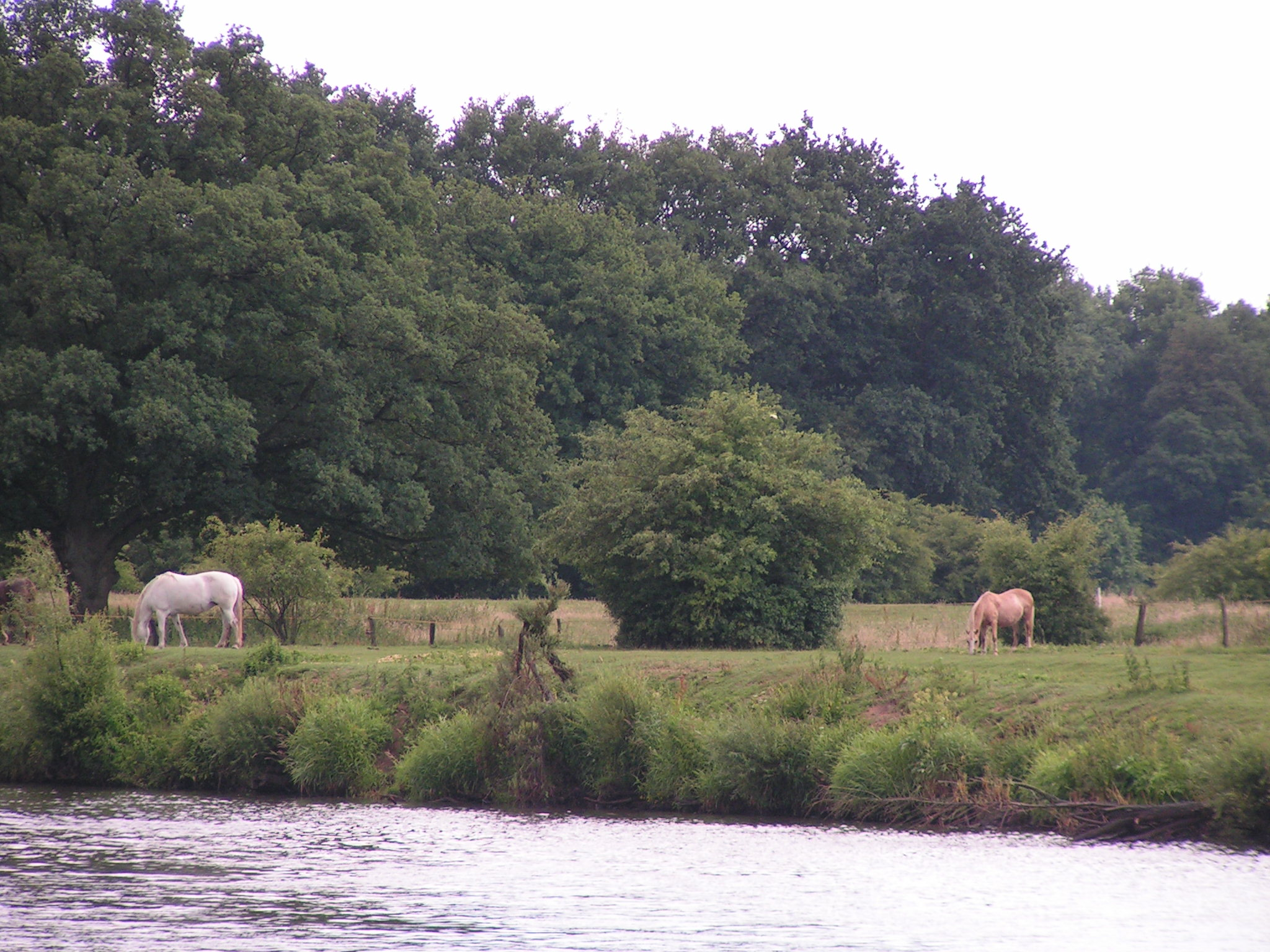
埃姆斯河畔哈伦的乡村景观

埃姆斯兰（德語：Emsland，發音：[ˈɛmsˌlant] ⓘ）是德国下萨克森州西部和北莱茵-威斯特法伦州西北部的埃姆斯河沿岸地区。该地区分为汉诺威埃姆斯兰（hannoversches Emsland）和威斯特法伦埃姆斯兰（westfälisches Emsland）。